# Douzelage
A Douzelage testvérvárosi kezdeményezés, mely Európai Uniós kisvárosokat köt össze. Minden tagországból egy kisváros lehet a tagja. Hazánkat Kőszeg képviseli.

## Céljai
Céljai között szerepel, hogy előmozdítsa az európai uniós eszmék átadását, valamint hogy többek között kölcsönös oktatási, gazdasági, idegenforgalmi, sport és kulturális kapocs alakuljon ki a programban részt vevő kisvárosok között.
Céljait, törekvéseit alapszabályzatban rögzíti. Évente két alkalommal kerül sor közgyűlésre, ahol minden városból általában 5 fő meghívottként vesz részt a 3 napos programon. Itt a küldöttgyűlés elé kerül számos közérdeklődésre számot tartható kérdés. A közgyűlésről jegyzőkönyv készül, amely tartalmazza a határozatokat, témákat, felvetéseket. A programokat európai uniós és saját forrásokból finanszírozzák.

## Története
A kezdeményezés ötlete Granville (Franciaország) és Sherborne (Nagy-Britannia) testvérvárosi együttműködése során merült fel 1989-ben. Az akkori 12 alapító tagország egy-egy kisvárost delegált a programhoz. Az alapítása Douzelage Charter aláírásával jött létre 1991-ben a franciaországi Granville-ben.
Francia eredetű neve a „douze” (tizenkettő, mely az 1991-es induláskor a tagországok számára utal) és „jumelage” (összekapcsolás, iker) szavak összevonásával jött létre. Annak ellenére, hogy a tagországok csatlakozásával változik a programban részt vevő városok száma is, a  Douzelage neve változatlan maradt.
A Douzelage élén egy elnök és két alelnök áll, akiket 3-3 évre választanak. A hivatalos nyelve az angol és a francia.
A kezdeményezés 1993-ban az Európai Bizottság által "Golden Stars of Twinning" (Testvérvárosi Aranycsillag) elismerésben részesült.

## Programjai
- Cserediák programok (Socrates, Youth, Comenius)
- Műhelyfoglalkozások (oktatás, szociális kérdések stb.)
- Városközi vásárok

## Tagok
Alapító tagok:
- Altea, Spanyolország
- Bad Kötzting, Németország
- Bellagio, Olaszország
- Bundoran, Írország
- Granville, Franciaország
- Holstebro, Dánia
- Houffalize, Belgium
- Meerssen, Hollandia
- Niederanven, Luxembourg
- Preveza, Görögország
- Sesimbra, Portugália
- Sherborne, Nagy Britannia

Később csatlakozott:
- Karkkila, Finnország – 1997
- Oxelösund, Svédország – 1998
- Judenburg, Ausztria – 1999

A 2004-es európai uniós csatlakozással érkeztek:
- Chojna, Lengyelország – 2004
- Kőszeg, Magyarország – 2004
- Sigulda, Lettország – 2004
- Sušice, Csehország – 2004
- Türi, Észtország – 2004

A 2007-es és későbbi csatlakozással érkeztek:
- Zvolen, Szlovákia – 2007
- Prienai, Litvánia – 2008
- Marsaskala, Málta – 2009
- Siret, Románia – 2010
- Agrosz, Ciprus – 2011
- Škofja Loka, Szlovénia – 2011
- Tryavna, Bulgária – 2011
- Rovinj, Horvátország - 2016

## Fordítás
- Ez a szócikk részben vagy egészben  a   Douzelage című angol Wikipédia-szócikk fordításán alapul.  Az eredeti cikk szerkesztőit annak laptörténete sorolja fel. Ez a jelzés csupán a megfogalmazás eredetét és a szerzői jogokat jelzi, nem szolgál a cikkben szereplő információk forrásmegjelöléseként.